# Feria Internacional de la Región del Maule
La Feria Internacional de la Región del Maule (conocida como FITAL, que proviene del antiguo nombre Feria Internacional de Talca) fue una feria o exposición anual que se realizaba en la ciudad chilena de Talca. Esta feria se dedicaba a la muestra de nuevas tecnologías y obras en distintos ámbitos, especialmente productos del área agrícola y ganadera de la región de Maule.

## Historia
Los primeros antecedentes sobre ferias anuales celebradas en Talca se remontan a 1902, cuando se realiza el primer encuentro agrícola-ganadero. A mediados de la década de 1940, a esta feria se agregan otras exposiciones de carácter comercial e industrial, que se realizaban en el Estadio Fiscal de la ciudad. En 1947, se trasladaron al antiguo parque botánico situado al lado, el cual recibió una serie de transformaciones para poder albergar el evento.
A comienzos de la década del '60, gracias a la apertura del Paso Pehuenche en la Provincia de Talca, nace la idea de ampliar la exposición a otros países. En 1963, un encuentro entre empresarios chilenos y argentinos sentó las bases de lo que en marzo de 1964 sería la primera Feria Internacional de Talca, que en un principio sólo albergó expositores de ambas naciones. Con el paso de los años, fueron sumándose otros países. 
En 1975, con motivo de la regionalización y la creación de la VII Región del Maule, la Feria de Talca absorbió las ferias que hasta entonces se celebraban en la provincia de Linares (Feria Provincial de Linares, FEPROLI) y Curicó (Feria de Curicó), trasformándose en la actual Feria Internacional de la Región del Maule. Sin embargo, mantuvo como sigla la original, reservándose el nombre FIMAULE para la fundación que la organizaba.
Entre 1983 y 1985 la Feria se trasladó de fecha por la crisis económica, y se realizó entre los últimos días de noviembre y los primeros días de diciembre. En 1986 no se realizó y se cambió por una feria llamada "Del Otoño", que se hizo del 13 al 23 de marzo de ese año. Y ese 1986 también, entre noviembre y diciembre se realizó, en el mismo recinto, la "Expo Verano", la cual duró hasta 1988.
En los años posteriores, la feria mantendría su relevancia como punto de encuentro entre industrias y empresarios de distintas partes del mundo. A su vez que se volvería más familiar, realizándose shows artísticos e instalándose juegos a lo largo del recinto, lo que ampliaba exponencialmente su público.
Entre el 27 de marzo y el 6 de abril de 2014 se realizó la última versión. El 30 de junio de ese año culminaba el comodato por 50 años que se mantenía entre Fundación Fimaule (organizador) y Agrícola Central (propietaria del recinto), esta última no lo quiso renovar, por una serie de incumplimientos de parte de Fimaule, sobre todo en lo que respecta a la mantención del recinto.